# История Юго-Восточной Азии
История Юго-Восточной Азии

Юго-Восточная Азия окрашена зелёным цветом

Ю́го-Восто́чная А́зия (ЮВА) — регион, охватывающий континентальные и островные территории между Китаем, Индией и Австралией. Включает полуостров Индокитай и Малайский архипелаг; часть Азиатско-Тихоокеанского региона.
Включает 11 следующих стран: на континентальной части расположены Вьетнам, Камбоджа, Лаос, Мьянма, Таиланд, Малайзия, а на островной — Бруней, Восточный Тимор, Индонезия, Сингапур, Филиппины.

## Древнейшая история
Около 50 тыс. лет назад человек современного типа (австралоиды) заселили территорию Юго-Восточной Азии. Культура каменного века представлена Хоа-Бинь.

## Древние и классические королевства

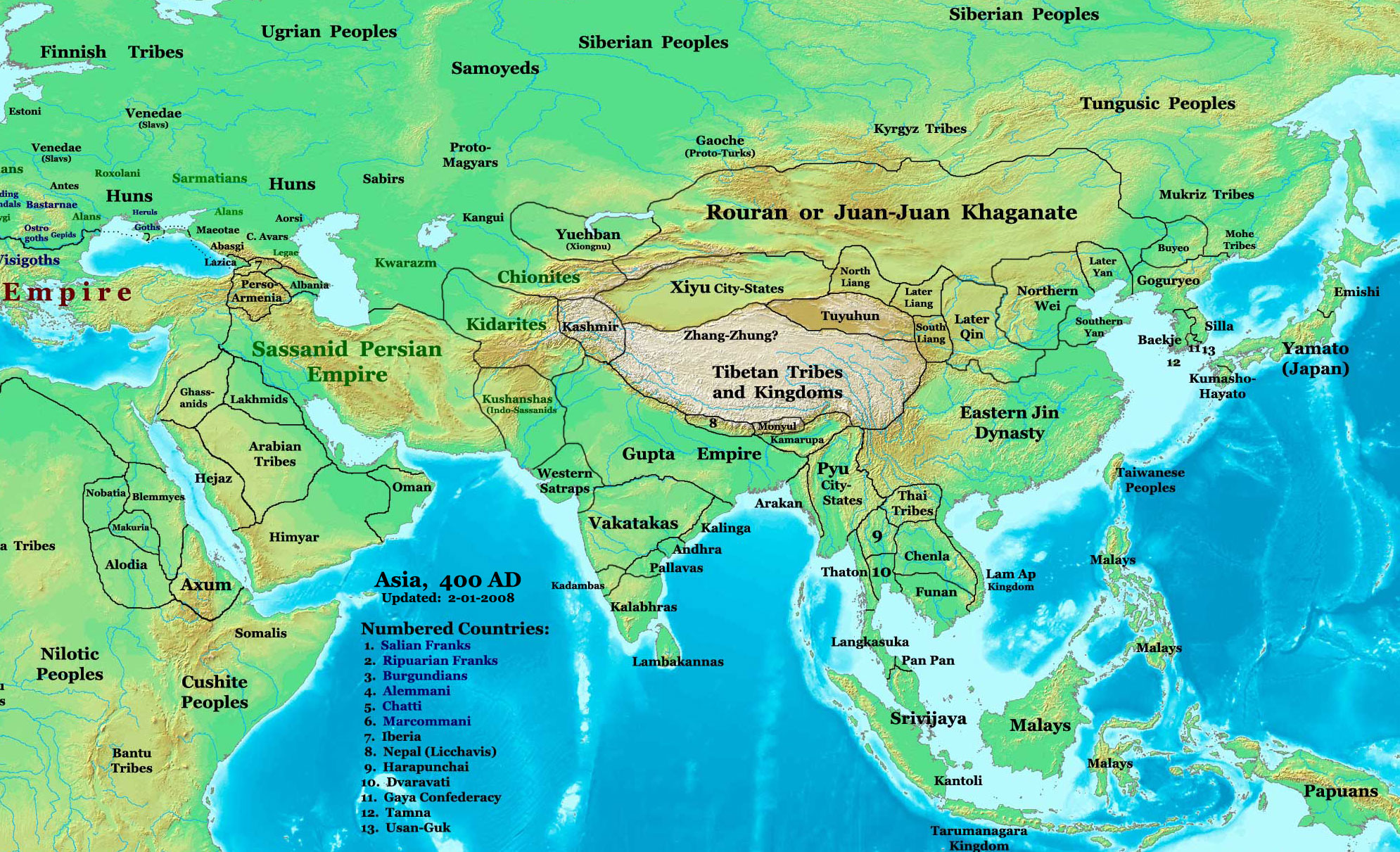
Kingdoms of Southeast Asia in the 5th century.

Тёмно-оранжевым цветом на карте обозначен Индийский субконтинент, светло-оранжевым — другие страны, культурно связанные с Индией (Бирма, Таиланд, Камбоджа, Лаос, Индонезия и Малайзия). Жёлтым цветом отмечены регионы со значительным историческим влиянием индийской культуры (Афганистан, Тибет, Юньнань, Филиппины и Белуджистан).

Большая Индия — исторический регион, который находился под значительным влиянием индийской культуры и индуизма, в особенности в период с V по XV век. Большая Индия простиралась далеко за пределы Индийского субконтинента: от Афганистана до островов Юго-Восточной Азии и Дальнего Востока, от Цейлона до предгорий Гималаев и Тибета. С Большой Индией связано распространение индуизма в Юго-Восточной Азии, а также (произошедшая в первые века нашей эры) экспансия буддизма за пределы Индийского субконтинента в Центральную Азию и Китай по Великому шёлковому пути.

### Ванланг
Ванланг (вьет. Văn Lang, тьы-ном 文郎) — первое государство вьетов на территории современного Вьетнама, основанное в 2524 году до н. э. (по другим источникам, это было в VII в. до н. э.) и просуществовавшее до 258 года до н. э. Правила страной династия Хонг-банг. Жителей Ванланга называли лаквьетами.
О Ванланге известно очень мало: правители-хунгвыонги и само государство были упомянуты в циньских и танских источниках.
Основателем Ванланга был король Хунг Лан, объявивший себя третьим хунгвыонгом, трон передавался по наследству. Хунгвыонги были одновременно военными главнокомандующими и духовными вождями.
Общество Ванланга было рабовладельческим,

### Кхмерская империя

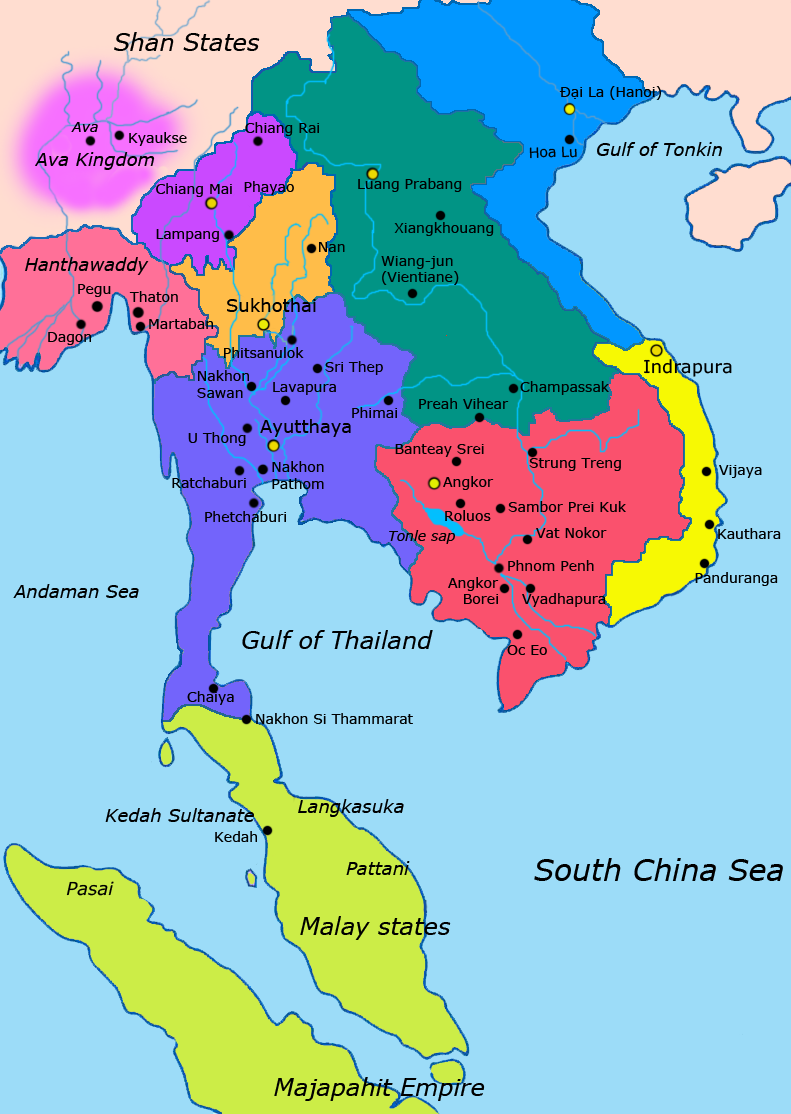
Юго-Восточная Азия в 1400 году
Темно-зелёный: Лансанг
Пурпурный: Ланна
Оранжевый: Сукхотаи
Фиолетовый: Аютия
Красный: Кхмерская империя
Жёлтый: Тямпа
Голубой: Дай-Вьет

Кхме́рская империя или Камбуджадеша (также применяется термин Ангкорская Камбоджа или Ангкорское королевство) — кхмерское феодальное государство, существовавшее в IX—XIII веках на территории современных Камбоджи, Вьетнама, Таиланда и Лаоса, с центром в Ангкоре.
Наивысшего расцвета достигло в XII веке. В этот период империя включала современные территории Вьетнама, Камбоджи, Таиланда и Лаоса.
Государство образовалось в результате разложения родоплеменных отношений у кхмерских племён, населявших внутреннюю часть Индокитая. Объединению разрозненных кхмерских княжеств способствовало благоприятное расположение Ангкора с точки зрения развития сельского хозяйства и защиты от внешних врагов. Некоторую роль в формировании государственных структур сыграло также распространявшееся из приморских районов вглубь полуострова влияние индийской цивилизации.
Основателем династии царей Камбуджадеши официально считается Джаяварман II (802—850), однако фактически объединение страны произошло при Индравармане I (877—889) и Яшовармане I (889—900). В XI—XII столетиях страна достигает наибольшего расцвета и становится одним из наиболее могущественных государств Юго-Восточной Азии. Цари Сурьяварман I (1002—1050) и Удаядитьяварман II (1050—1066) построили крупную ирригационную сеть, питавшуюся из искусственного озера площадью в 16 км² — Западного Барая.
При Сурьявармане II страна ведёт разорительные войны против соседних монских государств в долине Чаупхраи и также против государства Тьямпа. Территория Камбуджадеши достигает наибольших размеров. Близ столицы воздвигается памятник камбоджийской архитектуры — храм Ангкор-Ват. С середины XII века Камбуджадеша, истощённая непрерывными войнами и огромными масштабами строительства, постепенно приходит в упадок. В течение 2-й половины XIII столетия её постоянно теснят с запада тайские племена. К XIV веку империя Камбуджадеша прекращает своё существование.

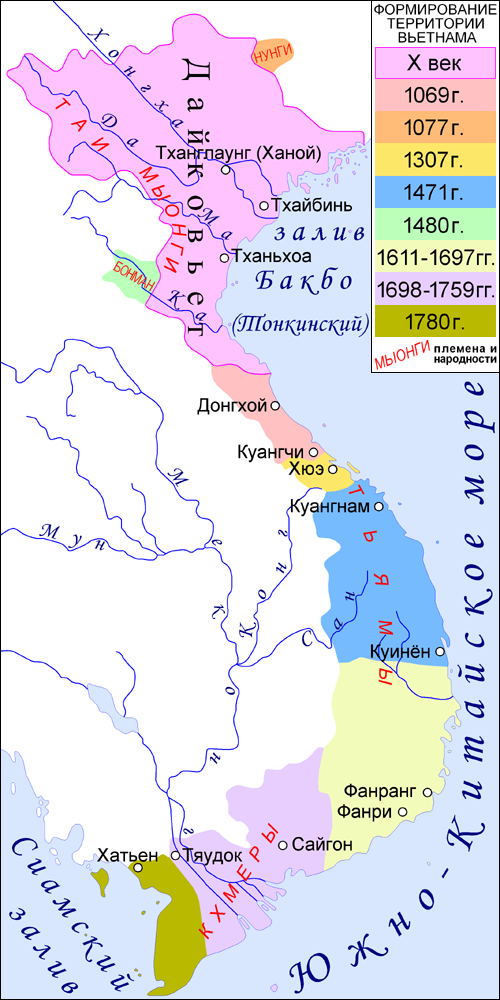
Захват Дайвьетом Тямпы и юга Камбоджи в XV - XVIII в.

### Шривиджая

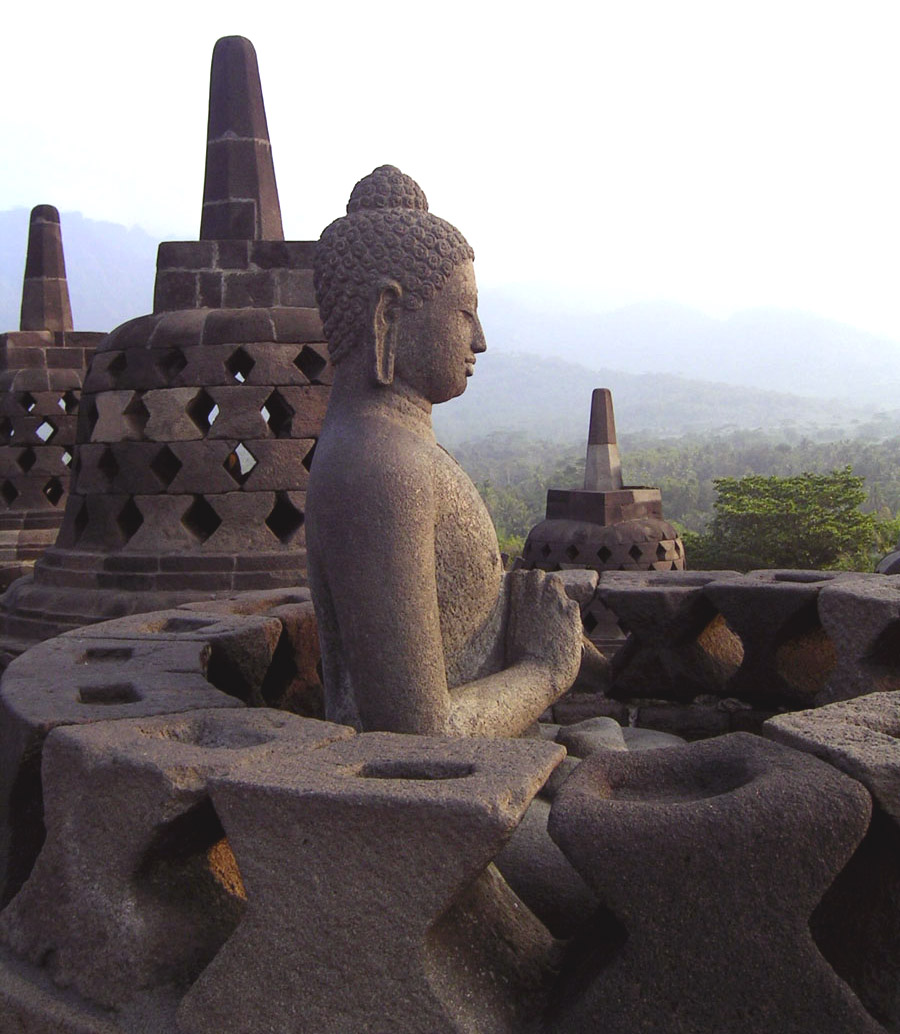
Храмовый комплекс Борободур, IX век

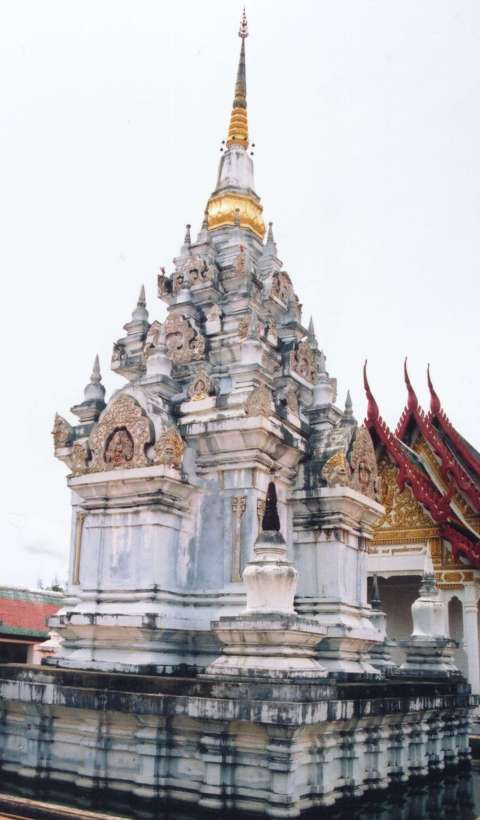
Пагода в стиле Шривиджаи, Чайя, Таиланд

Шривиджая (Также Шривиджайя, Сривиджайя) (кит. 三佛齐, 室利佛逝 200—1400) — древнее малайское царство с центром на острове Суматра, распространявшееся также на острова Малайского архипелага и на побережье Юго-восточной Азии. Своё начало берёт по разным источникам от 200 до 500 н. э. Государство прекратило существование около 1400. Название на санскрите означает блистательная победа.
В Шривиджае процветал буддизм ваджраяны, были развиты культура и торговля. Буддийские университеты были очень авторитетны.
Во время своего наивысшего расцвета Шривиджая владела островом Суматра, западной частью острова Явы, частью острова Калимантан, Малайским полуостровом и частью современного Таиланда.
Для современной западной исторической науки Шривиджая была открыта лишь в 1918, когда французские историки смогли отождествить санскритское имя Шри Виджая с исламским названием Срибуза и с китайским Сань-фо-ци.
Столицей государства был город Палембанг на острове Суматра, скорее всего древняя столица находилась в том месте, где находится современный город, об этом говорит находка большой статуи Ганеши, имеются предположения по поводу расположения различных строений и объектов, а святая гора Шри Виджая соответствует скорее всего горе Букит Сегунтанг. Правящей династией стала династия Шайлендров, предположительно яванского происхождения.
Государство было основано до 500, предположительно на месте государства Кантоли (Kan-t’o-li). Китайские источники упоминают через сто лет о двух царствах на Суматре — Джамби и Палембанг, при этом Джамби было достаточно могущественным и поддерживало отношения с Китаем. В 686 Джамби было занято Шривиджаей, о чём пишет буддийский паломник И Цзин.
Выгодное положение Палембанга в удобной гавани на торговых путях привела к расцвету царства, через Палембанг шла торговля тканями, драгоценными камнями, слоновой костью, серебром, камфорой, драгоценными породами дерева, пряностями, слонами и благовониями. Корабли шли через Малаккский и Зондский проливы, обмениваясь товарами из Индии, Китая и Арабии. Малакский пролив называли также морским шёлковым путём.

### Малаккский султанат
Малаккский султанат (малайск. Kesultanan Melayu Melaka) — мусульманское государство в Малайзии и западной Индонезии, существовавшее в 1400—1511 годах. В 1414 году правитель Малакки принял ислам, надеясь привлечь в город мусульманских купцов. В 1445 году мусульмане произвели переворот, убили малолетнего раджу и возвели на престол принца Касима, принявшего имя Музаффар-шаха (1445—1459). Началась интенсивная исламизация государства.
Уничтожено португальцами в 1511 году.
В 1299, Шривиджайский князь, Санг Нила Утама основал Сингапур. Он сохранял контроль над островом в течение 48 лет и был признан в качестве правителя посланником юаньского императора в 1366 году. Парамешвара правил в Палембанге, Бинтане и Сингапуре. Его потомки продолжительное время правили Сингапуром: сын Шри Три Буана(1372—1386), его внук Падука Сери Рана Вира Керма (1386—1399) и его правнук Падука Шри Махараджа Парамешвара (1399—1413). В 1390-е, Маджапахит отправил тысячи кораблей для атаки находящихся на Малакке Шривиджае и Сингапуру. В сговоре с Бендахара Тапа, Маджапахит удалось завоевать Сингапур в 1401 году и выслать Парамешвару.
Парамешвара бежал на север и основал Малакку в 1402 году. В 1409, Парамешвара принял титул султана Искандар Шах из-за его женитьбы на принцессе из Пасей. Его брак с принцессой мусульманкой призвал своих подданных принять ислам.
Основным населением Малакки были в основном индусы. В соответствии с Малайского хроникой,Парамешваре приснилось, что Мохаммед пришёл к нему, провозглашая ислам в Малакке. Парамешвара принял исламское имя, став Султаном Искандаром Шахом, а новая религия быстро распространилась по всей территории султаната.
После Парамешвары, правил Султан Ахмад Шах. Он был ответственным за строительство империи. Малаккская империя превратилась из морской империи в торговую империю. Другие восточные цивилизации, такие как империя Мин и Аютхая и такие как Гуджарат, арабы и европейцы торговали с Малаккой.
Во время правления султана Аладдина Рият Шаха, в конце XV века португальцы прибыли в Малакку для торговли. В 1511 году, в правление Махмуд Шаха Малакка была захвачена португальцами.

## Европейская колонизация

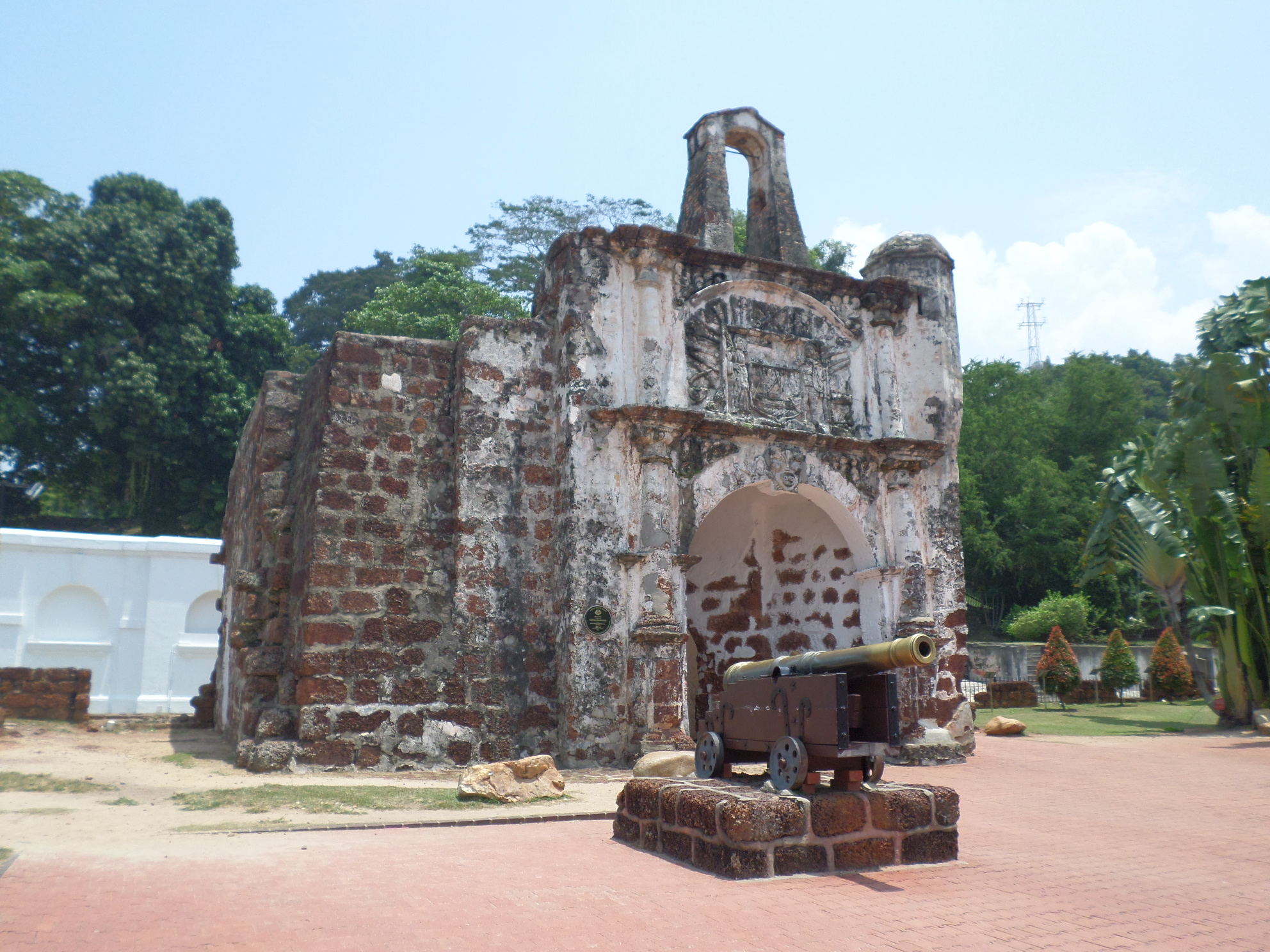
Сохранившиеся ворота в А'Фамоса, португальском форте в Малакке.

24 августа 1511 года португальцы захватили Малакку. Город стал опорным пунктом португальцев в Юго-Восточной Азии.
Сразу же после захвата португальцы приступили к строительству мощной крепости, названной А'Фамоса («знаменитая»). Для этой цели использовались пленённые жители города и 1500 рабов султана, автоматически ставших рабами Мануэла I. Камень ломали из мечетей, гробниц и других городских сооружений.
Была создана новая администрация. Во главе города стоял «капитан крепости», подчинявшийся непосредственно вице-королю Индии. Он сменялся каждые три-четыре года. Заместителем «Капитана крепости» был «Капитан порта». Кроме того, был создан городской совет. Главный судья и секретарь совета назначались вице-королём, а шесть советников, заведовавших городскими финансами, судопроизводством и пр. выбирались местными португальцами. Руководители местного католического духовенства тоже входили в городской совет. Часть старой администрации португальцы сохранили. Ей подчинялись местные жители малайцы и другие нехристиане, она же надзирала над непортугальскими судами.
Все суда, идущие через Малаккский пролив, должны были заходить в Малакку и платить пошлину. Пытавшиеся пройти мимо перехватывались и топились португальскими патрулями.